# Fabio Steffe
Fabio Steffè, slovenski policist in veteran vojne za Slovenijo italijanskega rodu. * 1951, Koper. 
Pred osamosvojitvijo je bil pomorski miličnik ter nato kot najmlajši na visoki funkciji miličnika inšpektorja za mejne zadeve in tujce pri upravi za notranje zadeve Koper. Med vojno za Slovenijo je koordiniral bojne operacije slovenske milice in teritorialne obrambe na mejnem prehodu Škofije. 
Po upokojitvi pa se ukvarja z ribištvom, ki je del dolgoletne družinske tradicije in je kapitan ribiške ladje Levante (veter).
Je predsednik Lovske Zveze Koper ter Veteranskega društva Sever za Primorsko-Notranjsko.

## Odlikovanja in nagrade
Leta 2000 je prejel častni znak svobode Republike Slovenije z naslednjo utemeljitvijo: »za zasluge pri obrambi svobode in uveljavljanju suverenosti Republike Slovenije«.